# Шалет сир Воар
Шалет сир Воар (фр. Chalette-sur-Voire) насеље је и општина у североисточној Француској у региону Шампањ-Арден, у департману Об која припада префектури Бар сир Об.
По подацима из 2011. године у општини је живело 141 становника, а густина насељености је износила 25,0 становника/km². Општина се простире на површини од 5,64 km². Налази се на средњој надморској висини од 108 метара.

## Демографија
| 1962. | 1968. | 1975. | 1982. | 1990. | 1999. | 2011. |
| ----- | ----- | ----- | ----- | ----- | ----- | ----- |
| 138   | 151   | 135   | 123   | 129   | 134   | 141   |

График промене броја становника у току последњих година